# Усть-Лизьке сільське поселення
Усть-Ли́зьке сільське поселення (рос. Усть-Лыжское сельское поселение) — муніципальне утворення у складі Усінського міського округу Республіки Комі, Росія. Адміністративний центр — село Усть-Лижа.

## Населення
Населення — 475 осіб (2010; 543 у 2002, 658 у 1989).

## Склад
До складу поселення входять такі населені пункти:
| Населений пункт | Населення, осіб (1989) | Населення, осіб (2002) | Населення, осіб (2010) |
| --------------- | ---------------------- | ---------------------- | ---------------------- |
| Акісь, присілок | 197                    | 163                    | 130                    |
| Усть-Лижа, село | 461                    | 380                    | 345                    |